# Karomama Meritmut
Karomama Meritut (Krmm mrj.t Mw.t, "Karomama, amant de Mut"; prenom: Sitamun Mutemhat) o Karomama G, va ser una sacerdotessa egípcia, que tingué el títol d'Esposa del Déu Amon durant la dinastia XXII.
| mwt | t | mr | kA · r | Z1 | M · a | M · a |

| mwt | t | mr | kA · r | Z1 | M · a | M · a |

Segurament sigui la mateixa Karomama, filla del faraó Osorkon II, que va ser representada a la sala de la festa sed del faraó i que és coneguda per l'egiptologia com a Karomama C. Va seguir a Henuttaui com a gran sacerdotessa del déu Amon i va ser substituïda per Xepenupet I.

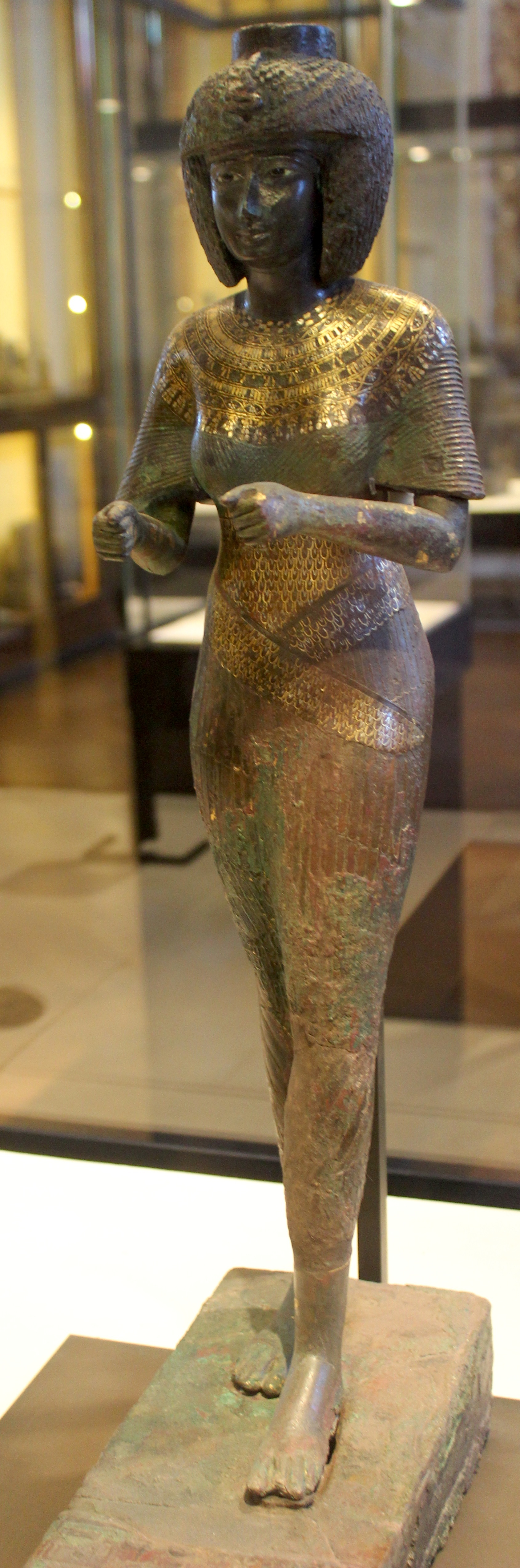
Estatua de Karomama, Divina Adoratriu d'Amon al Museu del Louvre.

Karomama Meritmut està representada a la capella de Karnak Osiris-Nebankh ("Osiris, Senyor de la Vida"). També la representa una estàtua votiva de Maat, present del seu supervisor del tresor Ahentefnakht, que va ser trobada a Karnak i que avui s'exposa al Museu de Berlín. A Berlín també s'hi exposen una estela seva i els seus vasos canopi i uixebtis. Tot i així la representació de Karomama Meritmut més coneguda és una estàtua de bronze, l'Estatua de la Divina Adoratriu Karomama (N 500), que també va rebre del seu supervisor del tresor i que s'exhibeix avui al Museu del Louvre.
La seva tomba va ser trobada el desembre de 2014 a la zona del Ramesseum de Tebes.